# Fatehpurmatta
Fathepurmattor är mattor tillverkade i den indiska staden Fatehpur Sikri. Under Akbar den stores tid knöts här mycket vackra orientaliska mattor. Numer sker här fabrikstillverkning av mattor som i mycket liknar agramattorna.